# Crumlin
Crumlin es un suburbio al sur de Dublín, Irlanda. Es una zona residencial densamente poblada, con algunas industrias; también es el sitio del hospital infantil más grande de Irlanda.
Cubre el área desde el río Poddle cerca de la KCR (Kimmage Cross Roads) hasta Sundrive Road y Crumlin Cross en el Submarine bar hasta Crumlin Village, Drimnagh Road, Bunting Road, Crumlin Road y luego el Gran Canal desde Rialto Bridge hasta Sally's Bridge y está situado al lado del centro de la ciudad, en el Southside de la ciudad de Dublín. Las áreas vecinas incluyen Walkinstown, Perrystown, Drimnagh, Terenure y Kimmage. Crumlin se encuentra dentro del distrito postal 12 de Dublín.

## Historia.
Crumlin obtiene su nombre del tortuoso valle conocido como Valle de Lansdowne. El valle se formó por la erosión glacial del pasado y ahora se divide en dos por el río Camac. El valle está situado detrás de Drimnagh y se compone en gran parte de parques recreativos.
Durante la época medieval, Dublín estaba rodeada de asentamientos señoriales que comprendían iglesias, cementerios, casas señoriales, montículos y murallas exteriores, granjas y cabañas. Estos asentamientos crecieron como una red de aldeas alrededor de Dublín, creando estabilidad y continuidad de localización. Crumlin Village se desarrolló como un asentamiento anglo-normando poco después de la conquista normanda en 1170 (aunque la configuración circular del antiguo cementerio de Santa María en el pueblo sugiere asociaciones pre-normandas), y ha sobrevivido a través de los siglos para convertirse en el pueblo que es hoy. La iglesia de la Vieja Santa María se encuentra en el lugar de una iglesia del siglo XII de la misma dedicación. Una sucesión de iglesias ocuparon el sitio a través de los siglos hasta nuestros días.
En 1193, el rey Juan (entonces príncipe de Moreton) dio a la iglesia de Crumlin para formar una prebenda en la colegiata de San Patricio. Cuando el cuerpo principal de la actual iglesia antigua fue reconstruido en 1817, la antigua torre de origen anterior se conservó.
Crumlin, junto con Saggart, Newcastle, Lyons y Esker (Lucan) se construyó una mansión real por el rey Juan algún tiempo antes del final de su reinado en 1216. Las familias nobles inglesas de la época tenían fuertes lazos con Irlanda, particularmente con Leinster. Por ejemplo, William Fitz John de Harptree era un señor de cierto significado en Somerset y probablemente habría servido en Irlanda bajo el rey Juan. A principios del reinado del rey Enrique III, Fitz John adquirió la custodia de las tierras de William de Carew y mantuvo la mansión real de Crumlin, aunque no estableció raíces familiares en Irlanda.
Como la iglesia era el núcleo de la vida en la mansión en tiempos medievales, podemos situar con seguridad el centro del asentamiento medieval Crumlin en el área de Crumlin Village. Esto ha sido confirmado por las recientes excavaciones arqueológicas en la zona de Santa María y el sitio de la antigua Motte y los terraplenes sobre los que se construyó la nueva Iglesia de Santa María.

## Residentes notables
- Crumlin es donde vivía la madre de Morrissey.
- Es también el hogar de la infancia de Phil Lynott, bajista, cantante y poeta, líder y cofundador de la banda de rock Thin Lizzy. Él vivía en Leighlin Road.
- Christy Brown era un autor, pintor y poeta irlandés, nacido en Crumlin, Dublín.
- Brendan Behan se mudó a Crumlin desde el centro de la ciudad de Dublín. Vivió en el número 70 de Kildare Road que está marcada con una placa en su honor.
- Crumlin es donde Martin Cahill, apodado "El General" reinó.
- Oliver Cromwell, en su camino a Drogheda, se podría decir que acampó cerca de la villa de Crumlin (de ahí Cromwellsfort Road). Al enterarse de su llegada, los residentes locales entraron en pánico y decidieron evacuar el área. También liberaron a los residentes de la prisión local (Lisle House) en el vecindario para evitar que fueran asesinados, como pensaron iba a pasar. Muchos de ellos se establecieron ahí y sus familias aún viven en el lugar. (Gleaned de T.Langan circa. 1999).
- Paul McGrath, exfutbolista que jugó con la República de Irlanda, el Manchester United y el Aston Villa, creció en Crumlin después de haber jugado para el St. Patrick's Athletic of Inchicore.
- Conor McGregor, artista marcial mixto de la UFC y antiguo doble campeón de peso ligero y peso pluma de la UFC, nació y se crió en Crumlin.
- Noel Pearson, productor de cine y teatro, es de Crumlin.
- Fintan O'Toole, periodista y editor asistente de Irish Times, creció en Crumlin.
- Andy Reid, jugador de Sunderland AFC. Andy creció en Clogher Road en Crumlin. Eamonn Rogers, el exfutbolista que jugó con la República de Irlanda, Blackburn Rovers y Charlton Athletic.